# Grosses Fusshorn
Le Grosses Fusshorn, ou Gross Fusshorn, est un sommet des Alpes bernoises, en Suisse, situé dans le canton du Valais, qui culmine à 3 627 m d'altitude.

## Géographie

### Situation
Situé à l'extrémité nord du chaînon des Fusshörner, dont il est le sommet le plus haut, il se trouve au sud du Rotstock. Il domine le glacier de Drietsch à l'est et le glacier d'Oberaletsch à l'ouest.

## Première ascension
- 6 septembre 1895 : arête ouest-sud-ouest par Miss Bertram Hopkinson, John Hopkinson, E. Hopkinson et J.G. Hopkinson.

## Alpinisme
- arête ouest-sud-ouest (AD+).